# Danijela Jackovich
Danijela Jackovich est une joueuse australienne de water-polo née le 4 novembre 1994 à New Lenox, dans l'Illinois, aux États-Unis. Elle a remporté avec l'équipe d'Australie la médaille d'argent du tournoi féminin aux Jeux olympiques d'été de 2024, organisés à Paris.